# Список умерших в 1028 году

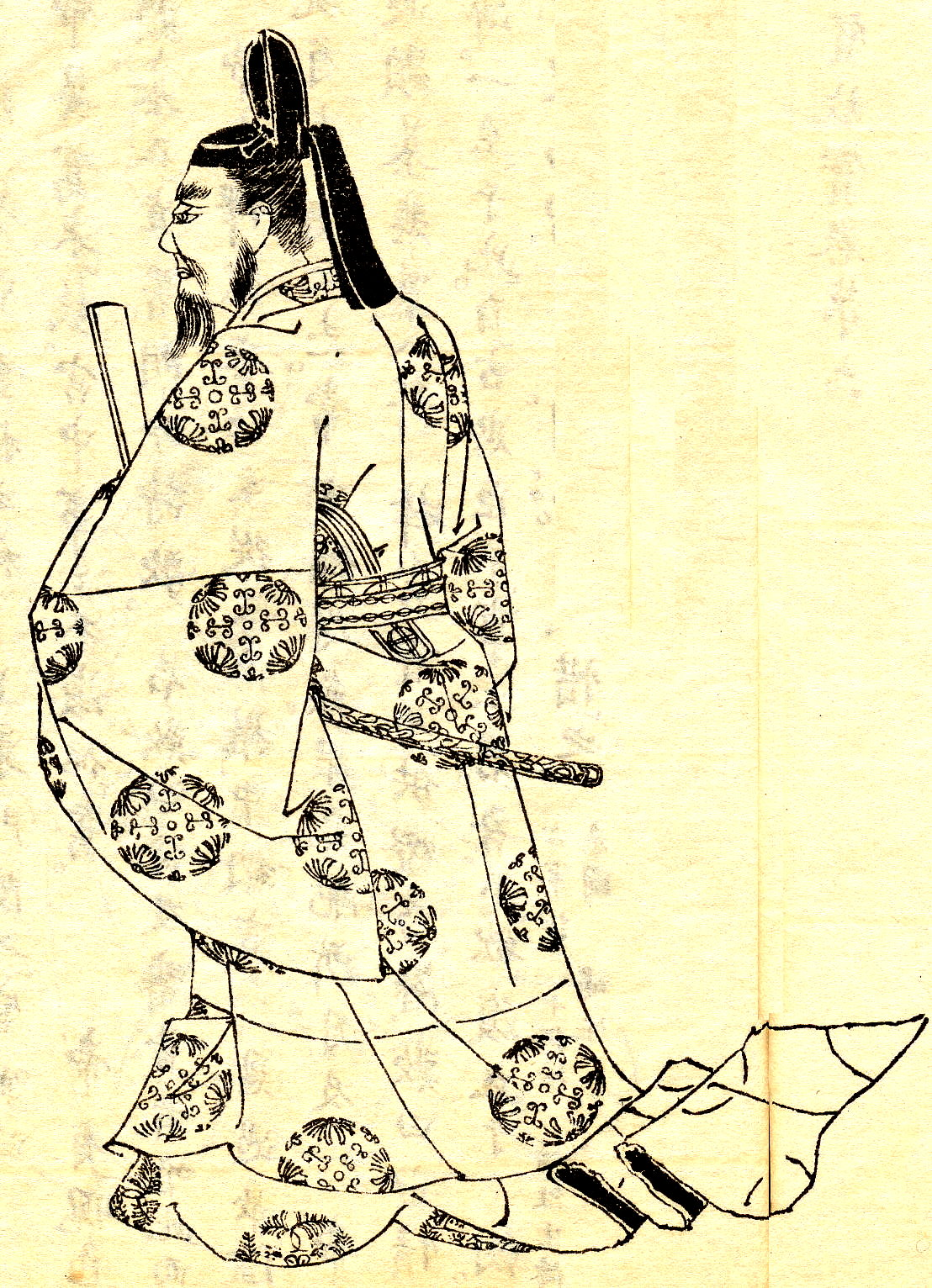
Фудзивара-но Митинага

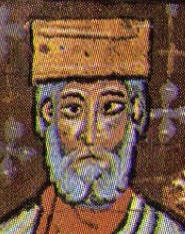
Альфонсо V Благородный

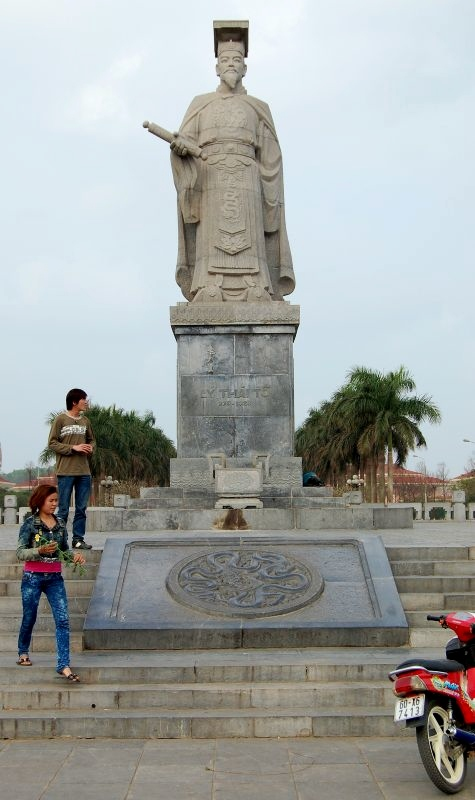
Ли Тхай То

В этой статье представлен список известных людей, умерших в 1028 году.
См. также: Категория:Умершие в 1028 году

## Январь
- 3 января — Фудзивара-но Митинага — японский государственный деятель эпохи Хэйан, регент (сэссё) (1016—1017), Дайдзё-дайдзин (1017—1018) и фактический правитель государства.

## Март
- 31 марта — Ли Тхай То (54) — вьетнамский император с 1009 года, основатель династии Поздние Ли

## Апрель
- 6 апреля — Гильом IV — граф Ангулемский с 988 года
- 10 апреля — Фульберт Шартрский — французский учёный, поэт и музыкант, епископ Шартра (1006—1028), святой христианской церкви.

## Май
- 11 мая — Ландри (Ландерик) (IV) де Монсо — граф Невера с 989 года, граф Осера с 1002 года. Основатель Неверского дома

## Июль
- 1 июля — Хайран — правитель тайфы Альмери с 1014 года.

## Август
- 7 августа — Альфонсо V Благородный — король Леона (с 999 года, самостоятельно с 1007 года), носил титул император всей Испании, убит

## Октябрь
- 28 октября — Вернер I — епископ Страсбурга (1001—1028), начавший строительство Страсбургского собора

## Ноябрь
- 15 ноября — Константин VIII — византийский император (как соправитель с 962 года, фактически с 1025 года)

## Декабрь
- 21 декабря — Эрлинг Скьяльгссон — норвежский политический лидер

## Дата неизвестна или требует уточнения
- Баграт III Кларджи — грузинский принц (батонишвили) из династии Багратионов из линии Кларджети.
- Гильом I Беллем сеньор Беллема c 1005 года, первый сеньор Алансона
- Деметре Кларджи — грузинский принц из династии Багратионов из линии Кларджети.
- Евфимий Новый — грузинский и византийский философ и учёный, православный монах, настоятель Ивирона, святой[1]
- Ильдуара Мендес[англ.] — графиня Португалии (1017—1028), правила совместно с мужем Нуньо I Альвитесом
- Кавам ад-Даула Абу-л-Фаварис ибн Фируз[англ.] (р. 1000) — амир Кермана 1012—1028
- Лин Бу[англ.] — китайский поэт
- Сергий II (III)[англ.] — герцог Амальфи (1007—1028)
- Прибыгнев (Удо) — князь бодричей
- Хаммад ибн Булуггин — первый правитель государства Хаммадидов с 1014 года
- Ширин — иранская принцесса из рода Бавандидов, королева-супруга буидского эмирата Рей как супруга эмира Абуль-Хасана Али ибн аль-Хасана.